# César de Cesare
César Ernesto de Cesare Grassi (Morón, 12 de julio de 1980) es un deportista argentino nacionalizado ecuatoriano que compitió en piragüismo en la modalidad de aguas tranquilas.

## Biografía
Nació en Morón, Buenos Aires, y a la edad de 10 años inició sus actividades deportivas jugando al fútbol en como un pasatiempo, luego comenzó con el piragüismo, a instancias de su hermana mayor, Daniela. A los 15 fue seleccionado en Buenos Aires y luego formó parte de la selección argentina de piragüismo, a los 16 ganó varias medallas nacionales e internacionales, retirándose en 2003 debido a problemas económicos por falta de apoyo, dos semanas antes de los Juegos Panamericanos de Santo Domingo.
Permaneció cinco años en distintas actividades para mantener a su esposa y tres hijas, como taxista y conductor de un camión de mudanzas, hasta que su hermano menor Sebastián, técnico de la Federación Ecuatoriana de Canotaje, quien llegó en 2003 al país, le insistió en que se radicara en Ecuador. Fue naturalizado ecuatoriano en julio de 2011, decisión que tomó después de representar a Ecuador en varias competiciones.
Ganó tres medallas en los Juegos Panamericanos entre los años 2011 y 2019. Participó en dos Juegos Olímpicos de Verano en los años 2012 y 2016, su mejor actuación fue un undécimo puesto logrado en Río de Janeiro 2016 en la prueba de K1 200 m.

## Palmarés internacional
| Representando a Ecuador |                      |                   |             |
| Juegos Panamericanos    |                      |                   |             |
| Año                     | Lugar                | Medalla           | Competición |
| 2011                    | Guadalajara (México) | Medalla de oro    | K1 200 m    |
| 2015                    | Toronto (Canadá)     | Medalla de bronce | K1 200 m    |
| 2019                    | Lima (Perú)          | Medalla de plata  | K1 200 m    |